# Otto Bendix
Otto Julius Emanuel Bendix (født 26. juli 1845, død 27. februar 1904 i San Francisco, USA) var en dansk pianist og oboist, bror til Fritz og Victor Bendix.
Bendix, som var elev af Christian Schiemann, var kgl. kapelmusikus 1868-1882. Hans hovedinstrument var dog klaveret, og han var et vidunderbarn, der i en alder af ni år spillede med symfoniorkestret. Han blev derfor elev af Anton Rée, som han snart overgik. Rée sendte ham videre til Niels W. Gade, der sendte ham videre til studier hos Theodor Kullak i Berlin, senere til Franz Liszt i Weimar, hvor hertugen noterede sig Bendix' talent. Hjemvendt i København blev han leder af klaverretningen på Det Kongelige Danske Musikkonservatorium.
Han udviklede sig til en betydelig kunstner og koncertspiller, optrådte hyppigt offentligt og deltog tillige livligt i Kammermusikforeningens virksomhed. 1882 drog han til Boston, hvor han debuterede på Chickering's og fandt den store virksomhed, han altid tragtede efter, dels som koncertspiller, dels som konservatorielærer, professor ved New England Conservatory of Music. Senere tog han ophold i San Francisco, hvor han startede musikskolen Otto Bendix School of Music. Han døde i samme by 1904.